# Annelies Ilena
L'Annelies Ilena,  anciennement Atlantic Dawn est un navire-usine de type chalutier pélagique, battant en 2024 pavillon polonais, et appartenant au groupe néerlandais Parlevliet & van der Plas. Mis en service en 2000, d'une longueur de 144 mètres il est considéré comme le plus grand chalutier pélagique du monde. Il est capable de pêcher et transformer en surimi 400 tonnes de poisson par jour. Sa puissance de pêche lui valant le surnom de « navire de l'enfer » et ses conditions d'exploitation en font l'objet de nombreuses controverses, aussi bien de la part des écologistes, que des pêcheurs français, mauritaniens, ou des autorités irlandaises et mauritanniennes.  

## Historique
Le navire est construit à partir de 1997 par le chantier naval Umoe Sterkoder, à Kristiansund, en Norvège, pour un coût estimé de 63 millions d'euros,. Acheté par le pêcheur et homme d'affaires irlandais Kevin McHugh, il est célébré par l'Irlande malgré l'insuffisance de quotas de pêche permettant au pays de l'exploiter, alors que la capacité de sa flotte dépasse déjà les autorisations de pêche accordées par la CEE.Pour contourner cette impossibilité d'être enregistré comme bateau de  pêche, le gouvernement irlandais l'inscrit sur le rôle de la marine marchande, et lui accorde des permis de pêche temporaires de 3 mois. En parallèle, l'armateur conclut un   accord avec le gouvernement mauritanien pour pêcher 9 mois par an dans ses eaux,. 